# Eilema distinguenda
Eilema distinguenda là một loài bướm đêm thuộc phân họ Arctiinae, họ Erebidae.